# Sirius (slak)
Sirius is een geslacht van weekdieren uit de klasse van de Gastropoda (slakken). 

## Soorten
- Sirius badius (Tenison-Woods, 1878)
- Sirius cupiens (Iredale, 1931)
- Sirius desponsus Iredale, 1936
- Sirius idoneus (Iredale, 1931)
- Sirius meracus Iredale, 1936